# Pimp C
Чед Леймонт Батлер (29 грудня 1973, Кроулі, Луїзіана, США — 4 грудня 2007, Західний Голлівуд, Каліфорнія, США), відоміший під псевдонімом Pimp C — американський репер і продюсер. Він був найзнаніший як половина хіп-хоп дуету UGK разом з Bun B.

## Раннє життя
Чед Леймонт Батлер народився 29 грудня 1973 року в Кроулі, штат Луїзіана, але виріс у Порт-Артурі, Техас. Батлер був єдиною дитиною Чарльстона Батлера та Веслін «Мама Вес» Батлер Джейкоб Монро. Батлер народився недоношеним і мав численні проблеми зі здоров'ям, у тому числі вроджений дефект, через який його ноги були направлені всередину, що вимагало встановлення корсетів. Також він мав численні проблеми з травленням. Він мав поганий зір, і ледь не осліп після важкої форми кон'юнктивіту. У дитинстві Батлер також принаймні дев'ять разів хворів на пневмонію. Будучи сином трубача, Батлер з дитинства захоплювався музикою. Ще до вивчення нотної грамоти в школі він навчився грати на слух на багатьох інструментах, включаючи фортепіано, трубу, барабани та флюгельгорн. Його вокальний стиль одного разу був описаний як «високий голос, нестабільний і провокаторський, який так само схильний дати вам ляпаса, як і заспівати вам пісню про кохання». У дитинстві Батлер особливо цікавився новим жанром хіп-хопу, і незабаром він подружився з Бернардом «Bun B» Фріменом через їхню спільну пристрасть до музики.

## Кар'єра
Батлер створив реп-групу Underground Kingz (UGK) разом із Bun B у 1987 році в Порт-Артурі. Підписавши контракт з Jive Records у 1992 році, UGK випустили свій дебютний альбом великого лейбла Too Hard to Swallow, який отримав схвалення критиків. Після цього група випустила другий і третій альбоми мейджор-лейблів Super Tight у 1994 році та Ridin' Dirty у 1996 році, обидва з яких потрапили в чарт Billboard 200 і отримали подальший успіх. Група привернула національну увагу в 2000 році після того, як була представлена в хіт-синглі Jay-Z «Big Pimpin'», який посів 18 місце в Billboard Hot 100 і 1 місце в Rhythmic Top 40.
Jive Records не спромігся скористатися цим новим інтересом до UGK, оскільки їхній четвертий альбом, Dirty Money, вийшов у 2001 році майже без реклами чи просування.
Група пішла на перерву в першій половині 2000-х після того, як Pimp C був засуджений до восьми років позбавлення волі за порушення умовного терміну. Протягом цього часу обидва учасники продовжували сольну кар'єру, а Pimp C випустив свій сольний дебют The Sweet James Jones Stories у 2005 році, який складався з матеріалів, записаних до винесення вироку. Після звільнення з в'язниці в грудні 2005 року він випустив свій другий сольний альбом Pimpalation у 2006 році. UGK випустили свій п'ятий студійний альбом Underground Kingz у 2007 році, який породив сингл «International Players Anthem (I Choose You)» за участю OutKast, який посів 70 місце в Billboard Hot 100.

## Смерть
На початку грудня 2007 року Батлер зупинявся в готелі Mondrian у Західному Голлівуді, Каліфорнія, де працював над новою музикою та виступав із Too $hort. Вранці 4 грудня 2007 року він мав вилетіти додому, де його дружина Чінара чекала в аеропорту з двоюрідним братом Едом, щоб забрати його. Після того, як його дружина перестала отримувати від нього звістки, вона подзвонила в готель і попросила перевірити його. Батлер не відчиняв, а незабаром після цього він був знайдений мертвим співробітниками готелю. На момент смерті йому було 33 роки.
У звіті коронера було постановлено, що його смерть була випадковою, приписавши це наслідкам інтенсивного вживання Батлером «фіолетового напою» (purple drank), поєднання кодеїну та прометазину, у поєднанні з наявним у нього станом апное уві сні. Як і багато інших південних реперів, Pimp C багато разів згадував purple drank у своїй музиці.

### Вшанування
Багато реперів віддали належне Pimp C після його смерті. Bun B продовжує вшановувати Pimp C своєю музикою, включно з треками «You're Everything» і «Pop It 4 Pimp» з його альбому II Trill 2008 року, і випустив останній альбом UGK, UGK 4 Life, у 2009 році. Lil' Flip випустив триб'ют-пісню «RIP Pimp C» через два дні після його смерті в 2007 році. 2008 року Lil Wayne також випустив пісню, присвячену Pimp C, під назвою «Me and My Drank». A$AP Rocky називає Pimp C одним із своїх найбільших інфлюєнсерів і багато разів віддавав йому шану своєю музикою. Megan Thee Stallion назвала свій міні-альбом 2018 року Tina Snow на честь альтер-его Pimp C, Tony Snow.

## Особисте життя
Батлер одружився зі своєю дружиною Чинарою, коли він був у в'язниці в 2003 році. У них була одна спільна дитина, дочка на ім'я Крістіан, і він мав двох старших синів, Чеда Ламонта Батлера II і Дакорі Батлера, обидва з яких народилися в попередніх стосунках.

## Дискографія
Студійні альбоми
- The Sweet James Jones Stories (2005)
- Pimpalation (2006)

Посмертні альбоми
- The Naked Soul of Sweet Jones (2010)
- Still Pimping (2011)
- Long Live the Pimp (2015)